# 映画 仮面ライダーギーツ 4人のエースと黒狐
『映画 仮面ライダーギーツ 4人のエースと黒狐』（えいが かめんライダーギーツ よにんのエースとくろぎつね）は、2023年7月28日に公開された日本の映画作品。同時上映作品は『映画 王様戦隊キングオージャー アドベンチャー・ヘブン』。

## 概要
特撮テレビドラマ「仮面ライダーシリーズ」の『仮面ライダーギーツ』の初の単独映画作品。
日本映画制作適正化認定制度の認定作品第1号。
主人公の浮世英寿 / 仮面ライダーギーツが偏った能力しか持たない4人に分離し、その英寿たちによるコメディ調の物語となっている。
パイロットを手掛けた中澤祥次郎が監督、テレビシリーズでメインライターを担当した高橋悠也が脚本を担当。
『ギーツ』の次回作『仮面ライダーガッチャード』のキャラクターである仮面ライダーガッチャード（スチームホッパー、マッドパイレーツワイルド）とホッパー1がテレビシリーズの放送開始に先行して登場する。

## あらすじ
次なるデザイアグランプリに備えていた浮世英寿たちだったが、未来から来た犯罪者カップルのメラとメロが出現させたジャマト世界樹が4つに分裂するとともに世界も分断した。
桜井景和、鞍馬祢音、吾妻道長、ツムリがそれぞれ飛ばされた世界には、4人に分裂した浮世英寿が存在していた。
メラは英寿を世界滅亡ゲームのレアキャラに設定してゲームを開始し、ジャマトがそれぞれの世界に出現する中で、景和たちも仮面ライダーとなって立ち向かうが、分断された英寿たちは普段の英寿とは違う言動でまったく頼りにならない。
4人の英寿のうち、3人を手に入れたメラは仮面ライダーXギーツへと変身し、タイクーンやバッファを次々と撃破していく。諦めなければ願いは叶う、という英寿の心を受け継いだ4人目の英寿がXギーツに立ち向かうが、最後の必殺技をXギーツが発動させたことで、世界全土が炎に包まれ滅亡してしまう。
英寿は仲間やオーディエンスの願いによって生き延び、ツムリからデザイアドライバーとIDコアを受け取り、メラとメロの本拠地へと乗り込み、仲間とオーディエンスの願いを集め、仮面ライダーギーツワンネスへと変身した。

## 本作品オリジナルの登場人物
4人の英寿
メラによって4つに世界が分裂し、4人になった英寿で、普段の英寿とはまったく様子が異なっている。
- 分割する要素をはっきりさせないと観ているうちに誰がどの要素かわからなくなるため、「力の抜けた英寿ではなく、力しか残っていない脳みそが筋肉の英寿」などということとなった。

浮世 英寿（ガンマン）
力の世界の英寿。ウエスタンスタイルで、「気合い、根性、熱血！」が口癖。運や知恵はなく、根性と気合いだけで乗り切ろうとし、ジャマトに銃を使わず、マグナムシューター40Xやマグナムバックルを投げつけたり、腕力で戦うなど、ストレートに力で戦うことしか知らず、子供のように無邪気に戦う。
浮世 英寿（書生）
知恵の世界の英寿。書生姿で、自らを「小生」と呼んでいる。知略に長け、世界をメラが分裂させた目的を考えているなど、頭脳明晰だが、まったく体力や運動神経がなく、ジャマトから逃げ回ったり、路面電車から降りるだけでも転んだり、ナーゴの引く人力車で車酔いを起こしている。メラがレアキャラの自分をゲットすることが目的であることに気付くが、敵にあえなくさらわれてしまう。
浮世 英寿（漂流者）
運の世界の英寿。「ハッピー」「ラッキー」が口癖で、ポジティブで破天荒な性格で、知恵も体力もないが、単にジャマトから逃げているだけでも、勝手にジャマトが転ぶなど、人並み運だけは外れている。
浮世 英寿（吟遊詩人）
心の世界の英寿。吟遊詩人風の佇まいで、オカリナを携えて旅しており、オカリナをただ無言で吹き続けているが、オカリナはうまく吹けない。力も知恵も運もなく、絞りカスとメラから呼ばれている。
- 「うまく吹いても面白くない」と監督の中澤から言われたため、下手に聞こえるように適当に吹いている。

メラとメロ
「神殺しのメラとメロ」の異名を持つ、未来で指名手配されている2人組の侵略者カップル。最短で古代神話が伝承された世界を滅ぼすためにジャマト世界樹を使って「世界滅亡ゲーム」を仕掛ける。
両者ともにテレビシリーズ第45話にて先行登場。
メラ / 仮面ライダーXギーツ
享楽的な性格で、世界滅亡ゲームを英寿の時代ではじめ、英寿の力を奪った。
メロ
世界滅亡ゲームの中継を行うメラの相棒。メラと同様に享楽的な性格で、苦戦するXギーツをあっけなく見捨て、アジトをXギーツもろとも爆破しようとした。

## 本作品オリジナルの仮面ライダー

### 仮面ライダーギーツワンネス
心の世界の浮世英寿が仮面ライダーギーツワンネスIDコアを装填したデザイアドライバーに、ワンネスカードを入れたワンネスレイズバックルとブーストマークIIIバックルを装填することで変身した仮面ライダーギーツの新たな形態。
ギーツを応援する人々の想いを力に変換して戦う。
- カード型のディテールが胸プロテクターのサークルの中にあり、そこから7色[注釈 6]のラインが走っているイメージとなっており、マスクと7本のマントもこの色で塗り分けている[17][18][16]。黒で締めることで、ポップな印象になりすぎるのを抑えている[17][18]。前腕と胸アーマーに各クレストを大きめにレイアウトしている[18]。ブーストマークIIIバックルと併用したフォームであることから、下半身はギーツIXの上半身を変形させた形状となっている[18]。ベルトの下に向かって首の下から足元まで伸びている2本の帯状の意匠は、英寿の「スター・オブ・ザ・スターズ・オブ・ザ・スターズ」のマフラーのイメージを取り入れている[17][18][16]。
- 変身ポーズは、英寿役の簡とギーツのスーツアクターを務める中田、アクション監督の藤田の3人で話し合って決め、手にしたカードを裏返す仕草は、ワンネスカードの「1」を表している[11]。

ツール
ワンネスレイズバックル
ワンネスカードを装填したホルダーを押し込むことで英寿に集まった願いが発動し、変身する特殊なレイズバックル。
- 「DXガッチャードライバー」の購入特典のため、かなりシンプルな造りとなっており、全体のディテールはギーツワンネスのボディデザインから抽出化している。

ワンネスカード
ガッチャードがケイロウに渡したブランクカードが、仲間たちの英寿に対する想いによって生み出された7人のライダーが表面に描かれたライドケミーカード。
- 基本は縦方向だが、バックルには横方向に入るため、どちらから見ても成立するように少し斜めの構図にしている。

仮面ライダーギーツワンネスIDコア
仲間たちの願いを受けてギーツIDコアが変化した虹色のIDコア。
- ペンライトを映画館で振って応援、というようなことがしたい、という製作委員会の話があり、ペンライトがIDコアになっているイメージで、限定フォームを映画に出して、入場者プレゼントをそのIDコアにすることとなった。
- 虹色のIDコアとなり、物語と映画フォームのデザインを決めていった。「ペンライトを振って応援」のギーツバージョンが劇中でシーンが「IDコアを握って勝利を願おう」と客席に語り掛けるシーンであり、強めに握ることで明るくなるギミックも考えられたが、仕様上難しいことから見送られた。

必殺技
ワンネスビクトリー
急降下から必殺キックを放つ。

### 仮面ライダーXギーツ
メラがXギーツIDコアを装填したデザイアドライバーに、Xギーツバックルを装填することで変身したギーツIXと同じ顔を持つ「黒い仮面ライダーギーツ」と呼ぶべき姿の仮面ライダー。読みは「クロスギーツ」で書籍によっては、「クロスギーツ」と表記している。
神殺しのメラの力にギーツの力・知恵・運の3つの要素が加わったことにより、圧倒的な戦闘力を誇る。相手を挑発しながら、連続攻撃を素早く繰り出す戦闘スタイルが特徴。後にメラの使用するコントローラーで巨大化する。
- 黒いギーツIXを映画の敵として出したいというオーダーで、シルバーを差し色にして無彩色でまとめたものもあったが、ブジンソードと重複することから、ターコイズの差し色にしたものが採用された[21]。
- マスクは複製したギーツIXの型から新造している[21][18][20]。肩・胸・太ももは仮面ライダーバルカン ローンウルフを塗り替えたもの、前腕と膝下は仮面ライダーリバイ ボルケーノレックスゲノムの塗り替えとなっている[21][18]。新規造形のマントは敵キャラっぽくアレンジしており、「Xギーツ」という名前からギーツIXと同様に9本となっている[18]。
- 変身ポーズについては、メラ役の長田の意見も採用されたものとなっている[22]。映画ではゲストによる考案が通例であることを長田は知らなかったため、変身の直前になって監督の中澤から尋ねられた際にはドッキリかと思って驚いたという[22][23]。また、出演オファーが来たのが公開2か月前の2023年5月中旬だったことから当初は端役だと勘違いしていたが、台本を読むとメインの敵役だったため、驚いたという[24]。
- Xギーツは撮影の都合から先にアクションシーンを撮影したため、当初は長田のコントを参考にしており、長田がポップかつ狂気的に演じていたため、芝居部分はチラミと重複しないように気を付けたという[25]。
- 変身エフェクトはギーツIXのものの色を反転させたものとなっている[20]。

ツール・武器
Xギーツバックル
心の世界以外の英寿の3つの英寿を吸収したオパビニアジャマトを媒介にしたメラが、ギーツの力を取り込んだことで手に入れたブーストマークIXバックルと同形状で色違いのバックル。
ブーストマークIXバックルと同様の構造で、左右にふたつのバックルを装填してリボルブオンで変身する。
- ブーストマークIXバックルの色替えだが、黒くなってしまうことから、派手さを出すために印刷のグラフィックを追加している。

ギーツバスターX、Xレイジングソード
Xギーツバックルの拡張武装。ギーツバスターQB9とレイジングソードの色違い。
- ギーツバスターQB9のアクション用モデルとレイジングソードの新規造形で色替えしたものとなっている。ギーツバスターXはブレードモードのみが制作された。

必殺技
クロスギーツビクトリー
世界を一撃で破壊するほどの凄まじい威力を持つ。

## 本作品オリジナルの怪人
オパビニアジャマト
ジャマト世界樹のひときわ大きな実から生まれたジャマトで、レアキャラの英寿をそれぞれの世界で捕獲していく。
- スーツはダンクルオステウスジャマトの改造。オパビニアが多くの脚がある生物のため、それっぽいパーツを腕の装甲部分に付けている。

## 本作品オリジナルの用語・世界観
世界滅亡ゲーム
太古の神話時代の地球で、いかに世界を滅亡させられるかというゲーム。

ジャマト世界樹
メラとメロが作り出した巨樹で、大量のジャマトがその実から誕生する。ギーツによって破壊されるが、メラのリセットによって、世界とともに4つに分裂する。

4つの世界
メラによって4つに分裂した世界。
- ロケ地とのバランスを考えつつ、キャストの特技などで登場人物の配置を決めていったという。

力の世界
アメリカの西部開拓時代のような世界で、道長とウィンが迷い込んだ。
知恵の世界
大正時代の歓楽街を彷彿とさせる世界で、祢音が迷い込んだ。
運の世界
無人島のような場所で、ツムリと冴が迷い込んだ。
心の世界
現実の世界と見た目は変わっていない世界で、景和が迷い込んだ。

## キャスト
- 浮世英寿 / 仮面ライダーギーツ - 簡秀吉[28]
- 桜井景和 / 仮面ライダータイクーン - 佐藤瑠雅[28]
- 鞍馬祢音 / 仮面ライダーナーゴ - 星乃夢奈[28]
- 吾妻道長 / 仮面ライダーバッファ - 杢代和人[28]
- ツムリ - 青島心[28]
- 桜井沙羅 - 志田音々
- 我那覇冴 / 仮面ライダーロポ - 小貫莉奈[29]
- 丹波一徹 / 仮面ライダーケイロウ - 藏内秀樹[29]
- 晴家ウィン / 仮面ライダーパンクジャック - 崎山つばさ[29]
- メロ - 工藤遥[30]
- ジーン - 鈴木福[28]
- メラ / 仮面ライダーXギーツ - 長田庄平（チョコレートプラネット）[30]

### 声の出演
- 運営ナレーション - 塩野潤二
- 仮面ライダーガッチャード - 本島純政[注釈 8] 『仮面ライダーガッチャード』
- ホッパー1 - 福圓美里[注釈 8] 『仮面ライダーガッチャード』

### スーツアクター
- 仮面ライダーギーツ[11] - 中田裕士
- 仮面ライダーガッチャード[31] - 永徳
- 仮面ライダーナーゴ[11][12] - 宮澤雪
- 仮面ライダーバッファ[12] - 縄田雄哉
- 仮面ライダーロポ[32] - 岡田ひかる
- 仮面ライダーケイロウ[33] - 井口尚哉
- 仮面ライダーパンクジャック[25] - 蔦宗正人
- オパビニアジャマト[25] - 榮男樹
- 仮面ライダーXギーツ[34][12][4][25] - 米岡孝弘
- 久田悠貴
- メロ（吹き替え）[34] - 下園愛弓
- 東慶介
- 寺本翔悟
- 松本直也
- 三村幸司
- 小森拓真
- 高田将司
- 伊藤茂騎
- 五十嵐睦美
- 森博嗣
- 鍜治洸太朗
- 塚越靖誠
- 手塚陸斗
- 上平田結花
- 竹内康博
- 神前元
- 北村海
- 尾野透雅
- 石井靖見
- 齊藤謙也
- 今井靖彦
- 菅野聖
- 酒井和真
- 坂梨由芽
- 小澤日向
- 白井雅士
- 大賀辰次朗
- 渡辺実
- 藤井祐伍
- 藤田洋平
- 宮川連
- 三上真司
- 近藤雄太
- 川島翔太郎
- 川合立統
- 平島由章
- 佐々木勇人
- 酒井菜々子
- 神里まつり
- 岩﨑茜衣
- 大河平レオン
- 菊池雄人

## スタッフ
- 製作 - 吉村文雄（東映）、西新（テレビ朝日）、高木勝裕（東映アニメーション）、金子保之（東映ビデオ）、野田孝寛（ADKエモーションズ）、村松秀信（東映エージエンシー）、古澤圭亮（バンダイ）
- 企画 - 出目宏（東映）、三輪祐見子（テレビ朝日）、井上貴博（東映アニメーション）、佐藤現（東映ビデオ）、志村章（ADKエモーションズ）、清水啓司（東映エージエンシー）、大矢陽久（バンダイ）
- 原作 - 石ノ森章太郎[28]
- 脚本 - 高橋悠也[28]
- 音楽 - 佐橋俊彦[28]
- 撮影 - 植竹篤史
- 照明 - 柴田信弘
- 美術 - 大嶋修一
- 録音 - 村上洋祐
- 編集 - 若松広大
- スクリプター - 栗原節子
- 助監督 - 葉山康一郎
- 制作担当 - 中島嘉隆
- ラインプロデューサー - 青柳夕子
- アクションコーディネーター - 榮男樹[35]（ジャパンアクションエンタープライズ）
- プロデューサー補 - 瀧島南美、吉川史樹
- 「仮面ライダーガッチャード」
  - 演出協力 - 田﨑竜太
  - アクション演出協力 - 福沢博文
  - プロデュース協力 - 湊陽祐・松浦大悟（東映）
- 制作プロダクション - 東映テレビ・プロダクション
- スーパーバイザー - 小野寺章
- プロデューサー - 武部直美（東映）、井上千尋（テレビ朝日）、鈴木遼河（ADKエモーションズ）
- 特撮監督 - 佛田洋[28]（特撮研究所）
- アクション監督 - 藤田慧[28]（ジャパンアクションエンタープライズ）
- 映画「ギーツ・キングオージャー」製作委員会（東映、テレビ朝日、東映アニメーション、東映ビデオ、ADKエモーションズ、東映エージエンシー、バンダイ）
- 監督 - 中澤祥次郎[28]

## 音楽
主題歌「Desire」
作詞 - 湘南乃風 / 作曲・編曲 - 湘南乃風、STAND ALONE
- ストーリーに沿った歌詞にするために、本編の鍵を握る「Desire」というタイトルとなった。ジャマト語を意味を踏まえたうえで、踊りの部分や曲のドロップアウトの部分に混ぜている。

## 制作
コンセプトは「楽しい見心地のファミリームービー」。
テレビシリーズの企画初期には、ゲームという設定から、ステージが変わると世界がガラッと変わったりすると面白い、というような話が出ていたが、世界が改変すると江戸時代のような街並みになり、町人のような格好にみんながなっているというのをテレビシリーズで続けるには設定的には説明が難しくなることから採用には至らなかったが、そのイメージを本作品で実現する形となった。西部劇や大正時代など、世界観が変わっている理由には一切触れず、世界がただ変化しており、登場人物たちがそこに放り込まれる物語となっている。
味方ライダーのイメージが強い、パンクジャック、ロポ、ケイロウも出すことで7人にして、ギーツ版7人ライダーにしている。

## 映像ソフト化
2023年11月29日発売。Blu-ray / DVDでリリース。
- 映画 仮面ライダーギーツ 4人のエースと黒狐 通常版（1枚組）
  - 音声特典
    - バリアフリー日本語音声ガイド
    - オーディオコメンタリー（Blu-ray版のみ / 簡秀吉×佐藤瑠雅×監督：中澤祥次郎×進行：オジンオズボーン篠宮）

  - 映像特典
    - TRAILER
- 映画 仮面ライダーギーツ 4人のエースと黒狐 Blu-rayコレクターズエディション（2枚組）
  - ディスク1：本編Blu-ray（通常版と共通）
  - ディスク2：特典Blu-ray
    - メイキング
    - 公開初日舞台挨拶
    - PR集
    - DATA FILE
    - POSTER GALLERY

  - 初回限定特典
    - オリジナルストーリーブック『Who is MELO?』
    - ポラロイド風フォトカードセット
    - 特製スリーブケース
- 【東映円盤堂オンラインショップ・プレミアムバンダイ限定】映画 仮面ライダーギーツ 4人のエースと黒狐 Blu-rayコレクターズエディション 限定予約版（2枚組・2023年9月25日～10月15日（東映円盤堂） / 21日（プレミアムバンダイ）まで予約受付）
  - セット内容
    - 映画 仮面ライダーギーツ 4人のエースと黒狐 Blu-rayコレクターズエディション
    - オリジナルストーリーブック『Who is MELO?』
    - ポラロイド風フォトカードセット
    - 特製スリーブケース
    - DX仮面ライダーギーツワンネス サウンドコアID

## プロモーション

### 前売券
ムビチケオンライン
2023年7月3日10時から7月27日23時59分までムビチケにて発売。Wヒーローオリジナルスマホ壁紙が付属する。
東映オンラインストア限定特典付き前売券
2023年7月2日10時から7月27日23時59分まで東映 ONLINE STOREにて発売。『王様戦隊キングオージャー』の英雄6人が描き下ろされた14種のクリアしおり、しおり収納可能な専用ホルダーが付属する。
TTFCファンクラブ限定特典付き前売券
2023年7月2日10時から7月27日23時59分まで東映特撮ファンクラブアプリにて発売。「クリアしおり14種」、「しおり専用ホルダー」に加え、ファンクラブ会員限定でアプリ限定特典のクリアしおり2種が付属する。また、購入者限定で購入後に専用の応募フォームから応募すると抽選で6名に『キングオージャー』出演者のサイン入りクリアしおり1種がプレゼントされるキャンペーンも実施されている。
特典付きムビチケ前売券「必勝！Wヒーローキーホルダー」
2022年4月28日より一部の劇場窓口にて発売。仮面ライダーギーツとクワガタオージャーがそれぞれデザインされた2種類のキーホルダーから選択可能。全国合計各1.5万個セットの数量限定。

### 入場者プレゼント
仮面ライダーギーツワンネスコアID
入場者プレゼント第1弾。公開初日の2023年7月28日より配布開始。全国合計先着30万人にプレゼントされる。
仮面ライダーガッチャード ライドケミートレカ 夏映画スペシャルver.
入場者プレゼント第2弾。8月11日より全国合計20万人限定で配布。「仮面ライダーギーツ」と「王様戦隊キングオージャー」とのコラボレーションデザインで、クワガタオージャーとスパイダークモノスのキラカードを含めた全5枚のキラカードが封入される。

### イベント・キャンペーン
映画公開記念 クイズラリー
2023年6月30日7時から9月3日23時59分までの期間、一部を除く全国の映画館で本作品の公開を記念したクイズラリーを開催。映画館や近隣施設に掲示されたポスターに記載のQRコードを読み取り、特設サイトをスタッフに提示すると映画オリジナル「Wヒーローステッカー」が貰えるほか、映画館周辺に掲示されたクイズポスターの問題を解き特設サイトから応募すると抽選で15名に「Wヒーローステッカー」がプレゼントされる。
京急線 夏休みスタンプラリー
2023年7月28日から8月31日までの期間、本作品の公開を記念したスタンプラリーを開催。泉岳寺駅を除く京急線各駅の専用ラックからリーフレットを入手、スタンプ台設置駅5か所でスタンプを全て押し、リーフレット付属の応募はがきから必要事項を記入して応募すると抽選でA賞は10名に「仮面ライダーギーツ VOL.1」、B賞は40名に本作品オリジナルのQUOカード、C賞は50名に映画公式ポスターがプレゼントされる。
入プレGETでおでかけキャンペーン！
2022年7月28日から8月31日までの期間、一部の対象施設・店舗にて入場者プレゼント第1弾である「仮面ライダーギーツワンネスコアID」を提示すると商品・料理・サービスの無料追加、料金割引などの特典が受けられる。